# 키노피코

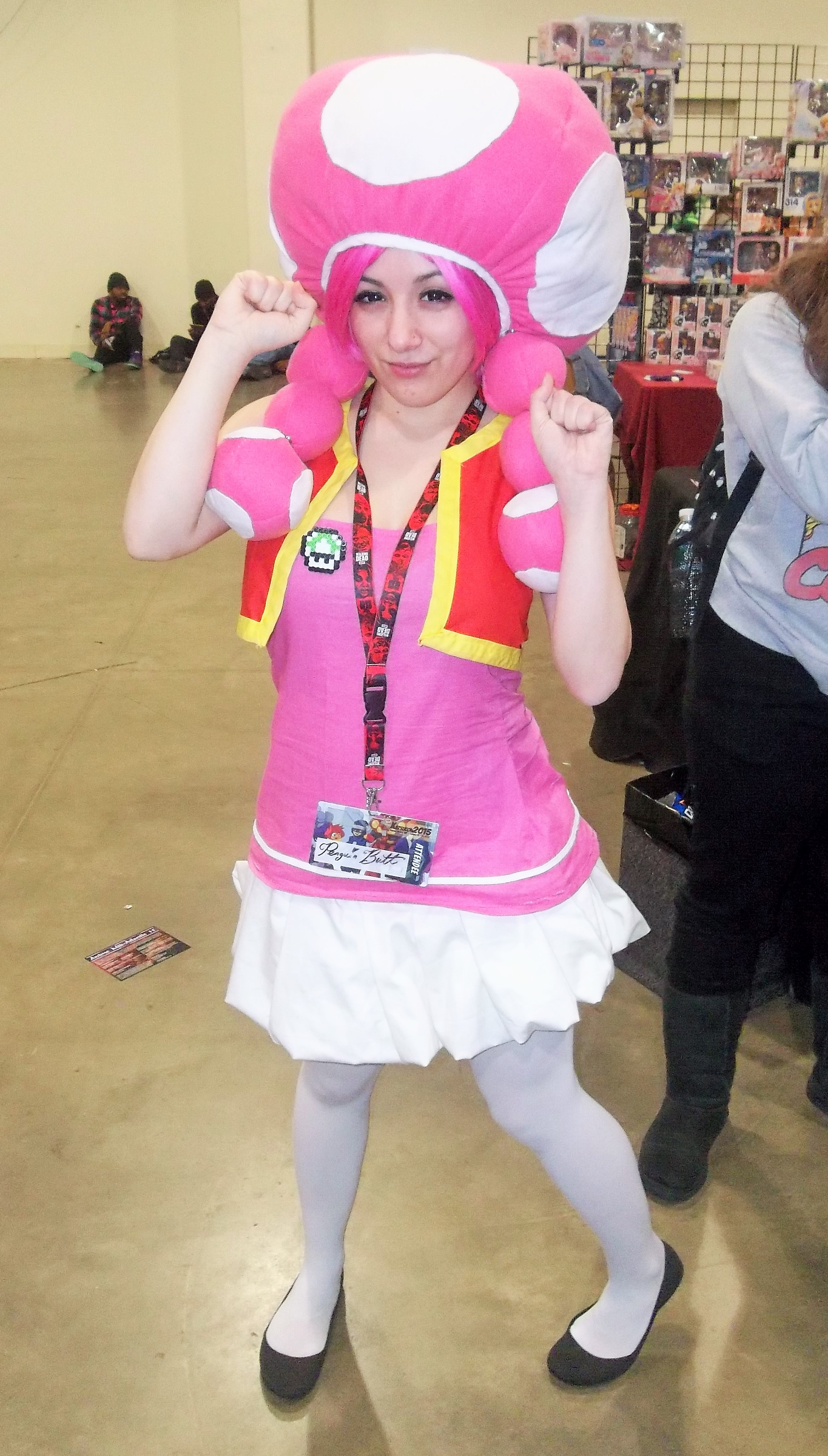
코스프레 모습

키노피코(일본어: キノピコ, 영어: Toadette)는 마리오 시리즈의 등장인물이다. 버섯족의 여성 캐릭터이다. 키노피코는 '마리오 파티' 시리즈와 '마리오 카트' 시리즈에 등장한다. 그녀의 첫 등장은 마리오 카트 더블 대시!!에서 키노피오의 파트너이자, 숨은 캐릭터이다. 페이퍼 마리오: 천년문에서는 마리오가 부츠와 해머를 업그레이드 하는 데 도움을 준다. 그녀는 마리오 파티 6부터 플레이 가능한 캐릭터로 등장한다. 그녀는 마리오 파티 DS의 키노피코의 음악실에서 작아진 마리오 일행에게 해머브러스를 물리쳐 달라는 부탁을 한다. 또한, 그녀는 마리오 슈퍼스타 베이스볼, 댄스 댄스 레볼루션 with 마리오와 마리오 카트 Wii에서도 숨겨진 캐릭터로 등장하였으며, 슈퍼 마리오 갤럭시에서는 카메오 출연을 했다.